# Туристичка организација општине Рума
| Туристичка организација општине Рума |                           |
|                                      |                           |
| Оснивач:                             | Општина Рума              |
| Основана:                            | 2011.                     |
| Седиште:                             | Главна 172, · Рума Србија |
| Веб презентација                     | http://rumatourism.com/   |
| Контакт:                             | 022/470-655               |

Туристичка организација општине Рума основана је 2011. године, као јавна установа чија је основна делатност промоција и унапређење туризма на територији општине Рума.

## Основни циљеви
- промоција и унапређење туризма на територији општине Рума,
- програми развоја туризма и програме промотивних активности,
- координирација активности и сарадње између привредних и других субјеката у туризму који непосредно и посредно делују на унапређење и промоцију туризма,
- годишњи програм и план промотивних активности у складу са Стратегијским маркетинг планом, плановима и програмима Туристичке организације Србије,
- израда информативно – пропагандног материјала којим се промовишу туристичке вредности општине Рума (штампане публикације, аудио и видео промотивни материјали, интернет презентација, сувенири итд.), а у сарадњи са надлежним органима обезбеђује туристичку сигнализацију,
- прикупљање и објава информација о целокупној туристичкој понуди на територији општине Рума,
- организација и учешће у организацији туристичких, научних, стручних, спортских, културних и других скупова и манифестација,
- организација туристичко – информативног центра (за прихват туриста, пружање бесплатних информација туристима, прикупљање података за потребе информисања туриста, упознавање туриста са квалитетом туристичке понуде, упознавање надлежних органа са притужбама туриста и др.),
- посредство у пружању услуга у домаћој радиности,
- подстицање реализације програма изградње туристичке инфраструктуре и уређења простора,
- иницирање и организација активности у циљу побољшања квалитета услуга у туризму, развијања туристичке свести, туристичке културе и заштите и унапређења животне средине,
- обавља послове туристичке делатности у складу са Законом о туризму и
- обавља друге послове утврђене Статутом

## Мнифестације
- Румски вашар
- Румфест
- Божићна улица
- Фестивал тамбурашких оркестара
- Дани словенске писмености